# Holmtjärnen (Borgviks socken, Värmland)
Holmtjärnen är en sjö i Grums kommun och Säffle kommun i Värmland och ingår i Göta älvs huvudavrinningsområde. Sjön har en area på 0,251 kvadratkilometer och ligger 96,9 meter över havet.

## Delavrinningsområde
Holmtjärnen ingår i det delavrinningsområde (658129-133881) som SMHI kallar för Rinner till Vänern - Grumsfjärden. Medelhöjden är 89 meter över havet och ytan är 45,9 kvadratkilometer. Det finns inga avrinningsområden uppströms utan avrinningsområdet är högsta punkten. Borgvikeälven (Emsälven) som avvattnar avrinningsområdet har biflödesordning 3, vilket innebär att vattnet flödar genom totalt 3 vattendrag innan det når havet efter 255 kilometer. Avrinningsområdet består mestadels av skog (81 procent). Avrinningsområdet har 0,52 kvadratkilometer vattenytor vilket ger det en sjöprocent på 1,1 procent. Bebyggelsen i området täcker en yta av 1,27 kvadratkilometer eller 3 procent av avrinningsområdet.